# Игор Дамянов
Игор Симеонов Дамянов е български историк, доцент и заместник-ректор на УНСС, политик, министър на образованието от 2003 до 2005 в правителството на НДСВ.

## Биография
Роден на 1 август 1953 г. в Лом. Син на проф. Симеон Дамянов и Ечка Дамянова. През 1977 година завършва история в Софийския държавен университет. От 1978 г. е преподавател по история в катедра „Международни отношения“ на ВИИ „Карл Маркс“,днес Университет за национално и световно стопанство (УНСС). В периода 1999 – 2001 заема длъжност заместник-ректор на УНСС.
От март 2001 г. е директор на Центъра по публична администрация към Института за следдипломна квалификация при УНСС.
От 24 юли 2001 до 16 август 2003 година е заместник-министър на образованието и науката.
От 17 юли 2003 до 17 август 2005 година е министър на образованието и науката в правителството на Симеон Сакскобургготски.
От 2015 година е Декан на факултет „Международна икономика и политика“.
Почива на 19 март 2019 г. в София.

## Семейство
Има съпруга, Анелия (1982 – 2006, разведен) и син – Симеон.